# TouchWiz
TouchWiz je grafická nadstavba (rozhraní) pro operační systémy (nejčastěji Android) vytvořená a používaná společností Samsung u mobilních telefonů a tabletů.